# 卡尔米亚诺
卡尔米亚诺（義大利語：Carmiano），是意大利莱切省的一个市镇。总面积23平方公里，人口12308人，人口密度535.1人/平方公里（2009年）。ISTAT代码为075014。